# Craterul Mistastin

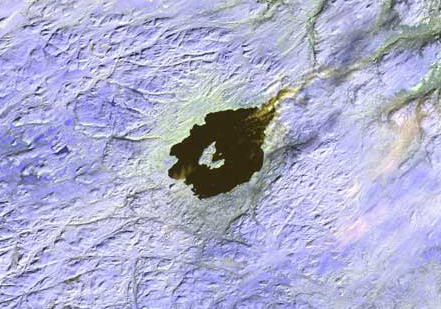
Imagine Landsat

Mistastin este un crater de impact meteoritic în Labrador, Canada. Acesta conține Lacul Mistastin care este aproximativ circular.

## Date generale
Lacul are aproximativ 16 km în diametru, în timp ce diametrul estimat al craterului inițial este de 28 km. Vârsta craterului este estimată la 36,4 ± 4 milioane de ani (Eocen).